# Praeco
Un praeco (pl. praecones) era un pregoner del món romà. Les seves funcions consistien en cridar en veu alta les declaracions i les ordres dels magistrats al públic, així com, per exemple, cridar la gent per fer-los venir als jocs públics o demanar silenci durant els sacrificis, etc. Ciceró indica que també intervenien durant les vendes a encant (Pro Quinctio, 3, 12). Segons Apuleu (Florides, IX) els praecones tenien el sentit de la plaenteria i provocaven així les rialles de les multituds.
Trobem tombes de praecones amb inscripcions epigràfiques funeràries al Cementiri dels officiales de Cartago. Praeco i mots com 'pregar' tenen la mateixa etimologia.